# Monarh
Pentru alte sensuri, vedeți Împărat (dezambiguizare).
Un conducător suprem al unei monarhii-suveran.
- Rege, crai sau împărat, este titlul unei persoane care conduce printr-o formă de guvernământ o Monarhie absolută  o Monarhie constituțională sau ca teritoriu conduce un regat sau imperiu.

- La popoarele slave poartă numele de țar sau cneaz.

- Han, șah, maharajah, sultan, calif sau emir sunt numele monarhilor la unele popoare asiatice.

- În Țările Române erau numiți voievozi, domnitori, conducând un Voievodat sau Principat.

Alte denumiri derivate:
- Rege (șah) - un joc originar din Persia.